# Aspirationsniveau
Das Aspirationsniveau (oder Anspruchsniveau; englisch level of aspiration) ist in der Psychologie und in den Wirtschaftswissenschaften ein Leistungsziel, das ein Wirtschaftssubjekt aufgrund der bisherigen Leistungen künftig mittels Leistungsmotivation zu erreichen sucht.

## Allgemeines
Das Kompositum „Anspruchsniveau“ besteht aus dem Bestimmungswort „Anspruch“, das außerhalb des Rechtsbegriffs (Rechtsanspruch) als die Formulierung einer Ergebniserwartung definiert wird. Das Anspruchsniveau ist die Gesamtheit der „mit jeder Leistung sich verschiebenden, bald unbestimmteren, bald präziseren Erwartungen, Zielsetzungen oder Ansprüche an die zukünftige eigene Leistung“. Anspruchsniveaus können von Privatpersonen oder Personenvereinigungen (Unternehmen) festgelegt werden.
Der Begriff des Anspruchsniveaus wurde 1931 durch Tamara Dembo in die Psychologie eingeführt. Die ökonomische Fachliteratur griff den Begriff 1960 durch George Katona auf. Beide definieren das Anspruchsniveau als angestrebtes Leistungsniveau, das subjektiv erreichbar erscheint und irgendwo zwischen einem idealen Leistungsniveau und dem tatsächlich erreichten Niveau liegt.

## Psychologie
Die Sozialpsychologen Kurt Lewin, Tamara Dembo und Leon Festinger untersuchten 1944 das Bezugssystem der Selbsteinschätzung und erkannten, dass das Anspruchsniveau durch Erfolg und Misserfolg modifiziert wird.
Nach Katonas Theorie des Anspruchsniveaus wird das Anspruchsniveau neben dem Erfolgsstreben, dem Streben nach Vermeidung von Misserfolgen und der kognitiven Beurteilung von Wahrscheinlichkeiten auch durch Gruppennormen und Leistungsergebnisse anderer Personen bestimmt. Beim Kaufverhalten hängt vom Grad der Zufriedenheit über gekaufte Konsumgüter auch ab, ob der Verbraucher sie nochmals erwirbt.

## Betriebswirtschaftslehre
Die klassische ökonomische Theorie unterstellte meist, dass das Anspruchsniveau der Wirtschaftssubjekte mit ihrem idealen Leistungsniveau übereinstimme. Darauf beruht vor allem das Prinzip der Gewinnmaximierung und Nutzenmaximierung, die mangels Quantifizierung jedoch keine operationalen Unternehmensziele darstellen und daher durch greifbarere Ziele wie das Anspruchsniveau ersetzt werden sollten. Katona übertrug das psychologische Anspruchsniveau vor allem auf betriebswirtschaftliche Vorgänge und entwickelte den Begriff des „befriedigenden Gewinns“, dem er das „Gewinnmaximum“ gegenüberstellte. „Befriedigend“ kann der Gewinn des vorherigen Geschäftsjahres oder vergleichbarer Konkurrenzunternehmen sein. Das Anspruchsniveau relativiert die theoretische Gewinnmaximierung.
Herbert A. Simon führte 1957 das Anspruchsniveau (englisch aspiration level) in die Entscheidungstheorie ein und ging davon aus, dass nicht alle Entscheidungen mit Rationalität erklärt werden können, weil die Entscheidungsträger nicht sämtliche Handlungsalternativen kennen und deshalb der Entscheidungsprozess lediglich zwischen befriedigenden und unbefriedigenden Alternativen unterscheiden muss. Damit werden Anspruchsniveaus Erich Gutenberg zufolge zu Nebenbedingungen der mathematischen Planungsrechnung und sind Bestandteile der neueren Entscheidungstheorie. Allerdings lehnte Gutenberg den Begriff des Anspruchsniveaus als Einbruch der Psychologie in die Betriebswirtschaftslehre ab.

## Entscheidungstheorie
Sidney Siegel übersetzte die psychologischen Merkmale des Anspruchsniveaus in die Entscheidungstheorie, wobei das vom Entscheidungsträger angestrebte Ausmaß der Zielerreichung als Anspruchsniveau angesehen wird, das mit dem Nutzen gemessen werden kann. Das Anspruchsniveau charakterisiert in der Entscheidungstheorie die Zielfunktion. Dabei muss die zielsetzende Person (etwa der Manager) nicht nach Extremwerten der Zielvariablen streben, sondern Werte vorgeben, die von ihm als zufriedenstellend (englisch satisficing) und damit als zielerfüllend angesehen werden.

## Volkswirtschaftslehre
Das Anspruchsniveau wird als dynamische Größe verstanden, denn die Nachfrage nach Gütern und Dienstleistungen verschiebt sich im Laufe des Lebens in qualitativer und quantitativer Hinsicht, sodass es keine Sättigung geben könne. Später vertrat die Grenznutzenschule jedoch die Ansicht, dass mit zunehmender Sättigung der Bedürfnisse die sie befriedigenden Güter einen immer geringer werdenden Anreiz ausüben, erneut gekauft zu werden. Nach Siegel wird dasjenige Anspruchsniveau angestrebt, das die größte Differenz im Nutzen zum nächstniedrigeren Ziel aufweist.

## Wirtschaftliche Aspekte
Es wird davon ausgegangen, dass eine Person bei dauerhaftem Erfolg ihr Anspruchsniveau erhöht, wobei die dominante Verhaltenstendenz (Erfolgssuche oder Misserfolgsvermeidung) von Bedeutung ist. Das Erfolgs- oder Misserfolgserlebnis hängt dabei nicht von der objektiven Leistungsfähigkeit eines Individuums ab, sondern vielmehr von den Interdependenzen zwischen erbrachter Leistung und Anspruchsniveau.

## Sonstiges
Im umgangssprachlichen weiteren Sinn wird der Begriff auch mit materiellen Ansprüchen an den Staat oder die Gesellschaft („Anspruchsinflation“) gleichgesetzt. 